# アンヘル・マルティネス・セルベラ
アンヘル・マルティネス・セルベラ（Ángel Martínez Cervera, 1986年1月19日 - ）は、スペイン・ジローナ出身の元サッカー選手。現役時代のポジションはMF。

## 経歴
2011年7月26日にチャンピオンシップのブラックプールFCへ2年契約で移籍し、イングランドにプレーの場を移す。2014-15シーズンはミルウォールFCでプレー。2015年8月16日にフットボールリーグ1のチェスターフィールドFCと2年契約を結んだ。2017年8月23日、母国スペインのCEサバデルに移籍した。2021年6月3日、現役引退を表明した。

## タイトル
スペイン
- UEFA U-17欧州選手権 : 2008